# تخت‌بالان
تخت‌بالان (نام علمی: Celaenorrhinus) پروانه‌های روح‌آسا سرده‌ای از تیره پشیزبالان می‌باشند. این سرده بیشتر در مناطق استوایی یافت می‌شوند.